# Недељанец
Недељанец је насељено место у саставу општине Видовец у Вараждинској жупанији, Хрватска. До територијалне реорганизације у Хрватској налазио се у саставу старе општине Вараждин.

## Становништво
На попису становништва 2011. године, Недељанец је имао 1.485 становника.

## Попис1991.
На попису становништва 1991. године, насељено место Недељанец је имало 1.499 становника, следећег националног састава:
| Попис 1991.‍   | Попис 1991.‍  | Попис 1991.‍ | Попис 1991.‍ | Попис 1991.‍ |
| ------------- | ------------ | ----------- | ----------- | ----------- |
|               |              |             |             |             |
| Хрвати        | Хрвати       |             | 1.480       | 98,73%      |
| Словенци      | Словенци     |             | 1           | 0,06%       |
| неопредељени  | неопредељени |             | 5           | 0,33%       |
| непознато     | непознато    |             | 13          | 0,86%       |
| укупно: 1.499 |              |             |             |             |